# Xysticus cor
Xysticus cor is een spinnensoort uit de familie van de krabspinnen (Thomisidae).
De wetenschappelijke naam van de soort werd in 1873 gepubliceerd door Giovanni Canestrini.